# 1. FC Tatran Prešov
1. FC Tatran Prešov este o echipă de fotbal din orașul Prešov, Slovacia.

## Foste denumiri
- 1898 Eperjesi Torna és Vívó Egyesület
- 1920 Presovi TVE
- 1931 Slávia Prešov
- 1945 PTS Prešov
- 1947 DSO Slavia Prešov a DSO Snaha Prešov (split from PTS Prešov)
- 1948 Sparta Dukla Prešov
- 1950 Dukla Prešov
- 1951 Dukla ČSSZ Prešov
- 1952 ČSSZ Prešov
- 1953 DSO Tatran Prešov
- 1960 TJ Tatran Prešov
- 1989 Tatran Agro Prešov
- 1991 FC Tatran Prešov
- 1996 FC Tatran Bukóza Prešov
- 1998 FC Tatran Prešov
- 2005 1.FC Tatran Prešov

## Palmares

### Intern
- Slovenský Pohár (Cupa Slovaciei)
  - Campioni (1): 1992

- Československý Pohár (Cupa Cehoslovaciei)
  - Campioni (1): 1953

### European
- Cupa Mitropa
  - Campioni (1): 1981

- InterCupa
  - Campioni (1): 1978

## Jucători notabili
| - Pavol Biroš - Jozef Bomba - Jozef Bubenko - Jaroslav Červeňan - Ján Karel - Jozef Karel - Mikuláš Komanický | - Alojz Martinček - Igor Novák - Ladislav Pavlovič - Rudolf Pavlovič - Karol Petroš - Ľubomír Reiter | - Miroslav Seman - František Semeši - Stanislav Šesták - Gejza Šimanský - Marek Špilar - Stanislav Varga |